# Kreisbach (Traisen)
Der Kreisbach ist ein rechter Zufluss zur Traisen bei Wilhelmsburg in Niederösterreich.
Der Kreisbach entspringt östlich der Katzelhofer Höhe und fließt von dort in Richtung  Kreisbach ab, wo er zunächst den von rechts kommenden Wolfsberggraben aufnimmt, dann die links zufließenden Bäche Bach von Luech und Münichwaldgraben und beim Schloss Kreisbach den Schloßbach als rechten Zubringer hat. Der Kreisbach läuft weiter nach Wilhelmsburg ab, wo er im östlichen Stadtgebiet von rechts in die Traisen einmündet.
Sein Einzugsgebiet umfasst 14,9 km² in teilweise offener Landschaft.
Der Bach wurde um das Jahr 1120 (Chrebzinbach) erstmals schriftlich erwähnt. Das Bestimmungswort leitet sich vom althochdeutschen Wort krebuz bzw. krebiz für 'Krebs' ab.